# Osmanthus decorus
Espèce
Classification phylogénétique
Osmanthus decorus, l'Osmanthe du Caucase, est une espèce de plantes à fleurs de la famille des Oléacées. C'est un arbuste originaire du Caucase et de Turquie.

## Synonymes
- Phillyrea decora
- Phillyrea vilmoriniana

## Description
La taille varie de 3 à 4m dans son aire d'origine. Les feuilles de 5 à 17 cm de long sont vert foncé, opposées, persistantes et coriaces. Les fleurs blanches sont tubulées et parfumées. Le fruit est une petite drupe noire violacée.